# Rachesa
Rachesa — вид лускокрилих з родини сатурнієвих, підродини Ceratocampinae.

## Систематика
До складу роду входять:
- Rachesa beteuili (Bouvier, 1927) — Еквадор
- Rachesa adusta (Rothschild, 1907) — Еквадор